# آرشي براون
آرشي براون (بالإنجليزية: Archie Brown)‏ هو أكاديمي ومؤرخ وعالم سياسة بريطاني، ولد في 10 مايو 1938.

## وصلات خارجية
- آرشي براون على موقع ميوزك برينز (الإنجليزية)
- آرشي براون على موقع ديسكوغز (الإنجليزية)